# Zethesides simplex
Zethesides simplex là một loài bướm đêm trong họ Noctuidae.